# ثورة بارزان الثانية
ثورة بارزان الثانية أو حركة بارزان الثانية هي ثورة قادها الملا مصطفى البارزاني ضد الحكومة العراقية في عام 1943 للحصول على حكم ذاتي للأكراد وكانت قد سبقتها حركة بارزان الأولى1931-1932 و حركات محمود البرزنجي في السليمانية بين عامي 1919 و1931. ولقد أستمرت الثورة التي قادها مصطفى البارزاني حتى عام 1945 فعندها قررت الحكومة العراقية في بغداد القضاء عليها، ووقعت اشتباكات مسلحة مابين الطرفين مابين شهر آب/أغسطس لغاية شهر تشرين الأول/أكتوبر من العام نفسه حيث إستطاعت القوات العراقية من إلحاق الهزيمة بالقوات الكردية وتمكنت قوات الجيش العراقي من دخول قرية بارزان وطاردت المسلحين الأكراد إلى قرية كاني رش القريبة من الحدود التركية.تبعت هذه العمليات حركة بارزان الثالثة وحركة بارزان الرابعة في نهاية عام1947.